# Магомедов, Ахмед-Наби Идрисович
Ахмед-Наби Идрисович Магомедов (также Магомаев, Магома; 21 октября 1897 года, Годобери, Андийский округ — 26 марта 1961 года, Мюнхен) — дагестанский военный и политический деятель, борец за независимость Кавказа. Участник антиденикинского и антисоветского восстаний в Дагестане. Во время Второй мировой войны — председатель коллаборационистского Северо-Кавказского национального комитета, действовавшего в нацистской Германии.

## Биография
Родился 21 октября 1897 года в с. Годобери (Андийский округ) в семье наиба Идриса из Годобери и Каримат, дочери Хаджиява Каратинского — казначея имама Шамиля. По национальности — годоберинец. Среднее образование получил в Темир-Хан-Шуринском реальном училище. Участвовал в борьбе с большевиками и с деникинцами, однако после установления советской власти в Дагестане в 1921 году перебрался в Грузию для продолжения вооружённой борьбы. После установления в Тбилиси советской власти эмигрировал в Турцию. Два года прожил в Стамбуле, где изучал английский и турецкий языки.
В 1923 году переехал в Чехословацкую республику, где изучил чешский язык и поступил учиться в Пражский технический университет. После получения диплома с отличием Магомедов был оставлен на кафедре физики и механики доцентом, через три года он стал профессором и заведующим кафедрой. Магомедов женился на чешке, принявшей ислам.
В 1942 году был избран председателем коллаборационистского Северо-Кавказского национального комитета, созданного в Берлине под эгидой Вернера фон дер Шуленбурга. В задачи комитета входило представление интересов северокавказцев перед немецкими властями, контакт и поддержка северокавказских легионеров, воюющих на стороне нацистской Германии, а также выпуск пропагандистских материалов (например, легионерской газеты «Газават», имевшей эпиграф «Аллах над нами — Гитлер с нами»).
Будучи председателем Северо-Кавказского национального комитета, добился того, что депортация карачаевцев, балкарцев, чеченцев и ингушей стала объектом внимания ООН.
Как утверждал сам Магомедов уже после войны,

Откровенно говоря, я желал победы немцев над Советским Союзом. Безусловно, политика нацистов была ужасной, но в отношении Кавказа она была не хуже, чем то, что делали Советы.

В 1952 году на 2-м конгрессе северокавказской эмиграции вновь избран председателем Северо-Кавказского национального комитета.
Скончался Ахмед-Наби Магомедов 26 марта 1961 года в городе Мюнхен. Похоронен в новой мусульманской части кладбища Вальдфридхоф рядом с другими единомышленниками.